# Verhandlungsverfahren (Vergabeart)
Das Verhandlungsverfahren ist eine Verfahrensart im deutschen Vergaberecht.

## Definition
Verhandlungsverfahren sind Verfahren, bei denen sich der Auftraggeber mit oder ohne vorherige öffentliche Aufforderung zur Teilnahme an ausgewählte Unternehmen wendet, um mit einem oder mehreren über die Auftragsbedingungen zu verhandeln.

## Regelungen
Das Verhandlungsverfahren ist in der VOL/A, VOF, VOB/A, SektVO und VSVgV sowie im GWB geregelt.